# Wege Wüthrich
Werner «Wege» Wüthrich (* 30. Juni 1960 in Bern) ist ein Schweizer Jazzmusiker (Saxophon, Klarinette, auch Piano) und Musiklehrer.

## Leben und Wirken
Wüthrich erhielt ab dem achten Lebensjahr Klarinettenunterricht am Konservatorium in Bern. Als Mitglied der Familienkapelle Wüthrich war er ab 1968 an mehreren Schallplattenveröffentlichungen beteiligt. 1973 gründete er die Popband Why, die beim nationalen Jazz-&-Rock-Wettbewerb in Bern 1975 ein Stipendium für ein Semester Unterricht an der Swiss Jazz School gewann. Ein Jahr später kaufte er sein erstes Saxophon und spielte bei Polo Hofer und in Bands wie Slapstick. Zwischen 1982 und 1987 studierte er an der Swiss Jazz School bei Andy Scherrer. Mit der Jazzrock-Band Känguru tourte er durch Deutschland. Er arbeitete mit Clark Terry, Kenny Wheeler, Kirk Lightsey, Bänz Oester, Gilbert Paeffgen und Antonello Messina und war an Produktionen mit den brasilianischen Musikern Ademir Candido und Raoul de Souza beteiligt. Als Freelancer war er an verschiedenen Musicalaufführungen des Stadttheaters Bern beteiligt. Seit 2001 spielt er mit Franz Biffiger, Michel Poffet und David Elias in der Gruppe Friends 4 Friends, die vor allem als Begleitformation von Sandy Patton arbeitet. Weiterhin ist er in Bands sehr verschiedener Genres von der UpTown Big Band Bern über Willy Schnyders JazzHorchEster und die Githe Christiensen Band bis hin zum Lars Lindvall Tentet und Omri Hasons Modus Quartett aktiv, mit der er auch auf Japan-Tournee war.
Wüthrich unterrichtet Fachdidaktik an der Hochschule der Künste Bern und ist an zwei Musikschulen Instrumentallehrer.

## Diskographische Hinweise
- Marc Jundts Kalabule Band - Blue Espadrile (LP Zytglogge 1990)
- Marc Jundts Kalabule Band mit Kenny Wheeler (CD Zytglogge 1993)
- Martin Streule Jazz Orchestra (DRS 2, 1998) /
- Jazz-Horch-Ester: „zudem wird auch Jazz komponiert“ (Jazz Elite Special, 1998)
- François Lindemann: Formats (TCB, 2000)
- Friends 4 Friends: A Family Affair (Horn Records, 2008)

## Lexigraphische Hinweise
- Bruno Spoerri: Biografisches Lexikon des Schweizer Jazz CD-Beilage zu: B. Spoerri (Hrsg.): Jazz in der Schweiz. Geschichte und Geschichten. Chronos-Verlag, Zürich 2005, ISBN 3-0340-0739-6